# Hauptpost Königsberg

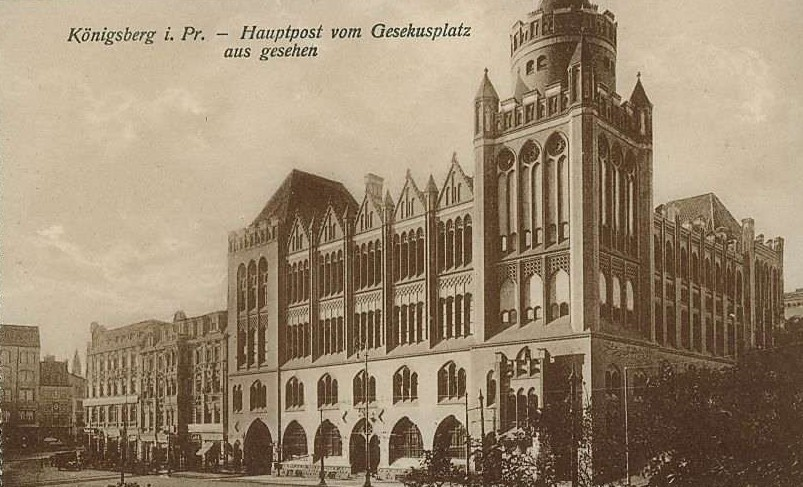
Hauptpost Königsberg (1918)

Das ehemalige Hauptpostamt Königsberg von 1849 war Hofpostamt, Oberpostdirektion und als Post- und Telegrafenamt ein bis 1945 betriebenes Gebäude der Reichspost in Königsberg (Preußen). Über 500 Jahre diente das Königsberger Postwesen der Postbeförderung im Deutschordensstaat, im Herzogtum Preußen und in Ostpreußen.

## Geschichte
Der Ursprung des Königsberger Postwesens lag in der Botenpost, die der  Deutsche Orden im 13. Jahrhundert einrichtete. Mittelpunkt war seit 1457 Königsberg, der Sitz des Hochmeisters. Mit dem Herzogtum entstand 1525 die Ämter- und Schulzenpost mit einer Zentrale im Königsberger Schloss. Die Kaufleute hatten die Hansepost mit eigenen Boten. Altstadt, Kneiphof und Löbenicht machten sich im 17. Jahrhundert mit einem Stadtpostmeister ebenfalls selbständig. Als der Große Kurfürst beide Postbetriebe zur Zentrale im Schloss vereinigte, ging die Kaufmannspost in der „Postbude“ der (alten) Börse an der Grünen Brücke ein. Der Regierungsbotenmeister Martin Neumann errichtete einen Postcours nach dem anderen. 1649 stand die 1500 Kilometer lange Verbindung von  Cleve nach  Memel. Neben dem Hofpostamt (Berlin) war Königsberg das einzige Hofpostamt. 1709 hatte der Postmeister Heinrich Bertram vier Mitarbeiter. Friedrich Wilhelm I. förderte das Postwesen. Von Königsberg gingen sieben Postlinien mit Kutsche und Reiter ab.
Nach  v. Hippels Tod gelang es 1797 dem Hofpostdirektor Johann Ludwig Wagner (1735–1820) dessen Grundstück (später Poststr. 15) zu kaufen. Der Hofpostdirektor Friedrich v. Madeweis leitete das Königsberger Postwesen von 1808 bis 1822. Er führte viele Neuerungen ein. 1820 unterstanden ihm sieben weitere Postämter und 25 Postwärtereien. Die 1849 gebaute Hauptpost, mit mehrfachen Erweiterungen, tat bis 1945 ihren Dienst. Zu Beginn der Schlacht um Königsberg hatte die Stadt 23  Postämter, wobei der größte Teil zerstört wurde.

## Gebäude

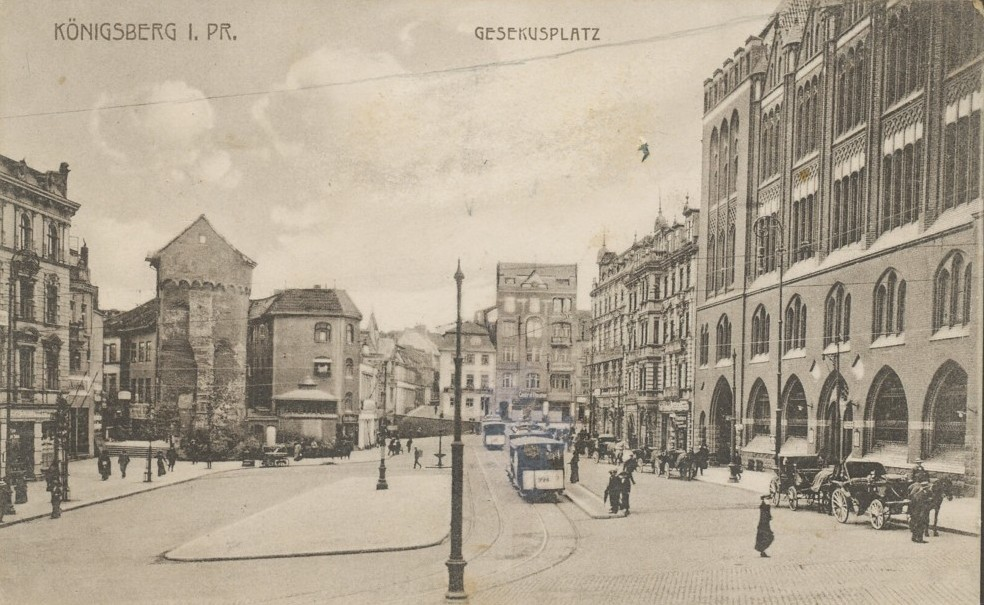
Gesekusplatz mit Hauptpost, Postkarte 1904

Das 1849 gebaute Hauptpostamt in der Poststraße 14–15 erfuhr zahlreiche Erweiterungen und Neubauten.

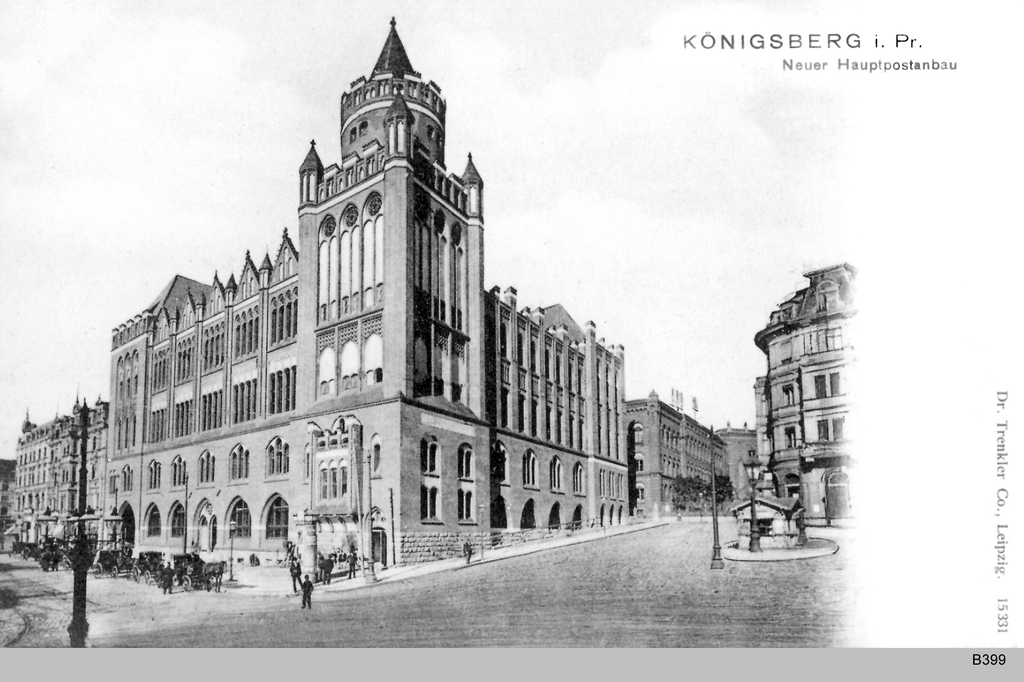
Neue Hauptpost, Postkarte

1901 erhielt Friedrich Heitmann den Auftrag für den Bau des Telegraphenamtes am Gesekusplatz. Die 1902 erbaute Neue Hauptpost mit Telegraphenamt wollte mit dem neogotischen Stil an die Ordensarchitektur anknüpfen.
Die Hauptstadt Ostpreußens blieb lange vom Zweiten Weltkrieg verschont, bis sie durch britische Bombenangriffe 1944 und durch die Schlacht um Königsberg im April 1945 sehr stark zerstört wurde, u. a. auch das Hauptpostamt.
Natalja Alexandrowna Sehlenkowa, 1958/59 Stadtarchitektin Kaliningrads, regte an, das neogotische Postamt wiederaufzubauen und darin das Hauptpostamt unterzubringen. Nachdem Sehlenkowa das Amt abgegeben hatte, wurde das zerstörte Postamt im Jahre 1960 gesprengt. Heute ist der Platz durch ein Hotel ausgefüllt.

### Weitere Postämter
- Postamt 3 in der Börse, 1875 bis 1926, danach Straße am Blauen Turm (Insel Kneiphof)[4]
- Postamt 5 am Hauptbahnhof, Thorner Straße 3, (heute ul. Juschnowoksalnaja)[5]. Erbaut kurz vor 1930.
- Postamt 8, Schönstraße
- Postamt 9, Telegrafenneubauamt, Fernsprechamt Hindenburg, Hindenburgstraße 22/Hermannallee, (heute Hauptpostamt ul. Kosmonawta Leonowa 22)[6]. Erbaut um 1930.

## Postdirektoren
- Heinrich Bertram um 1709
- Johann Ludwig Wagner (1735–1820) um 1797
- Friedrich v. Madeweis 1808–1822
- Pieck ab 1849–1863[7]
- Friedrich Heitmann ab 1886 als Architekt verantwortlich für weitere Postbauten